# ヴァイオリン協奏曲第2番 (バッハ)
ヴァイオリン協奏曲第2番ホ長調 BWV 1042は、ヨハン・ゼバスティアン・バッハが残した3曲のヴァイオリン協奏曲のうちの1曲であり、バッハのヴァイオリン協奏曲のなかでは最も親しまれており演奏頻度の高い名曲である。後に『チェンバロ協奏曲第3番ニ長調 BWV 1054』（1717年～1723年成立）に編曲された。

## 楽器編成
ソロ・ヴァイオリン、弦楽合奏、バッソ・コンティヌオ

## 演奏時間
約17分（各8分、7分、2分）

## 構成
- 第1楽章 Allegro 2/2拍子 ホ長調
リトルネッロ形式とダ・カーポ形式の融合した独自の様式が熟達した書法で示されている。

- 第2楽章 Adagio e sempre piano 3/4拍子 嬰ハ短調
冒頭に低弦で示される6小節の主題の音形を繰り返すバッソ・オスティナートの上から、長い持続音でソロのカンティレーナが始まる美しい楽章。

- 第3楽章 Allegro assai 3/8拍子 ホ長調
  - 16小節のリトルネッロに同じく16小節のソロが4回（4回目は2倍の32小節）挿入されるリトルネッロ形式。舞曲に由来する明るい音楽で全曲を締めくくる。